# La Liệt
La Liệt (tên tiếng Anh: Lo Lieh, Law Lit; tên khai sinh là Vương Lập Đạt, 29 tháng 6 năm 1938 - 2 tháng 11 năm 2002) là một diễn viên điện ảnh người Hoa.
La Liệt Sinh ra ở Pematangsiantar vào ngày 29 tháng 6 năm 1939. Thời gian đầu, ông sống ở Indonesia nhưng sau đó cha mẹ gửi ông trở lại Trung Quốc và theo học trường diễn xuất ở Hồng Kông. Ông bắt đầu tập luyện võ thuật vào năm 1962 và gia nhập Hãng phim Shaw Brothers cùng năm. La Liệt và trở thành một trong những diễn viên nổi tiếng nhất trong các bộ phim võ thuật và Kung fu Hồng Kông vào cuối những năm 1960 và 1970.
Ông mất tại Hồng Kông vì bệnh tim.

## Các phim đã đóng
- Lồng hổ 2 - Đồng tiền đen
- Long Hổ quyết đấu
- Tinh Võ Môn 1995